# باتريشيا دي ليل
باتريشيا دي ليل (من مواليد 17 فبراير 1951) سياسية من جنوب إفريقيا تشغل منصب وزيرة الأشغال العامة والبنية التحتية وزعيمة الحزب السياسي قوود. شغلت سابقًا منصب عمدة كيب تاون من 2011 إلى 2018، ووزيرة التنمية الاجتماعية في مقاطعة ويسترن كيب من 2010 إلى 2011. أسست وقادت حزب الديمقراطيين المستقلين وهو حزب سياسي شكلته في عام 2003 خلال نافذة عبور الأرض، بعد أن انفصلت عن مؤتمر عموم إفريقيا. في أغسطس 2010 اندمجت بطاقة الهوية مع التحالف الديمقراطي وهي المعارضة الرسمية لجنوب إفريقيا، وتم حل الحزب رسميًا في عام 2014. من 2015 إلى 2017 كانت زعيمة إقليمية للتحالف الديمقراطي في ويسترن كيب.
تم اختيار باتريشيا كمرشحة في كيب تاون، متغلبة على شاغل الوظيفة دان بلاتو قبل انتخابات الحكومة المحلية لعام 2011، حيث تم انتخابها عمدة. أعيد انتخابها لولاية ثانية كرئيسة للبلدية في انتخابات الحكومة المحلية لعام 2016. تم التصويت لباتريشيا في المرتبة 22 في قائمة أفضل 100 جنوب أفريقي، وهي معروفة بدورها في التحقيقات في صفقة الأسلحة المثيرة للجدل في البلاد.
في 8 مايو 2018 أوقف المدير التنفيذي الفيدرالي عضوية حزب باتريشيا، وبالتالي أزاحها من منصب عمدة المدينة التي تحكمها، وعلقت محكمة ويسترن كيب العليا عزلها مؤقتًا. في 5 أغسطس 2018 أعلنت دي ليل نيتها الاستقالة من منصب عمدة كيب تاون. استقالت من منصب عمدة وأنهت عضويتها في حزبها في 31 أكتوبر 2018.
نتيجة لذلك شكلت حزب قوود في ديسمبر 2018، وتم الإعلان عنها كمرشحة الحزب في انتخابات رئيس وزراء ويسترن كيب في فبراير 2019. تم انتخابها لعضوية البرلمان في مايو 2019 وتولت منصبها كعضو في 22 مايو 2019. في 29 مايو 2019 تم تعيين دي ليل من قبل الرئيس سيريل رامافوزا كوزيرة للأشغال العامة والبنية التحتية.